# Limosa lapponica
La aguja colipinta (ver otros nombres) (Limosa lapponica) es una especie de ave caradriforme perteneciente a la familia de las escolopácidas. Son aves limícolas de gran tamaño que pueden llegar a alcanzar una envergadura de hasta 72 cm y un peso máximo de 630 gr. Poseen largas patas y un característico pico, largo, con forma de aguja y ligeramente curvado hacia arriba. Presentan dimorfismo sexual relativo al mayor tamaño y peso de las hembras, que además poseen un pico sensiblemente más largo que los machos. El plumaje de los ejemplares de ambos sexos es muy similar durante la mayor parte del año, excepto en la época nupcial, en la que los machos lucen un plumaje de coloración mucho más intensa que las hembras.

Habita en las regiones costeras, marismas fluviales próximas a la costa y zonas húmedas de la tundra ártica. Se reproducen durante el verano boreal en las regiones árticas y subárticas del hemisferio norte, en Asia, Europa y en el norte y oeste de Alaska. Migran durante el invierno a las costas del occidente europeo, islas británicas, África, la isla de Madagascar, la península arábiga, Pakistán, India, el sudeste asiático, Australia y Nueva Zelanda; trazando rutas que en algunos casos les llevan a recorrer más de 13 000 km sin escalas, volando ininterrumpidamente día y noche durante más de una semana. Esto la convierte en la especie que realiza las etapas de vuelo migratorio de mayor distancia de entre todas las aves.
Su estado de conservación se ha catalogado como de especie casi amenazada ya que aunque las poblaciones que invernan en Europa occidental mantienen constante su número o lo incrementan ligeramente, las que lo hacen en el resto de continentes experimentan un acusado descenso debido, entre otros factores, a la degradación de su hábitat. Se estima que su población global se halla entre los 999 000 y los 1 049 000 ejemplares.

## Taxonomía

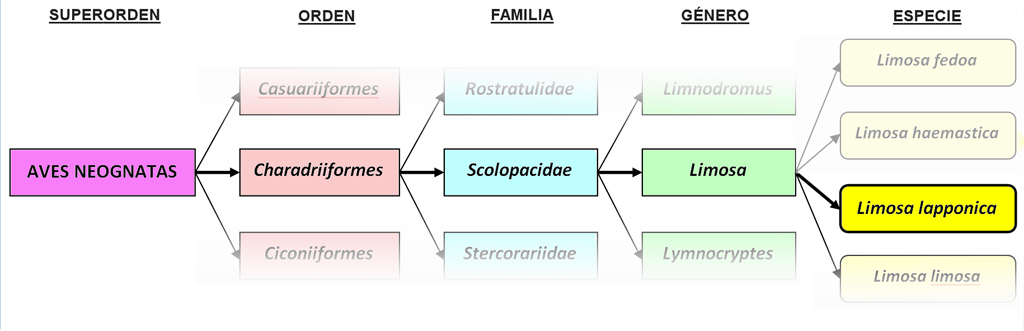

La aguja colipinta es un ave neognata del orden Charadriiforme que se encuadra en la familia Scolopacidae, en la que constituye el género Limosa junto con otras tres especies más: la aguja café (Limosa haemastica), la aguja canela (Limosa fedoa) y la aguja colinegra (Limosa limosa).
Fue descrita de forma científica por primera vez en 1758 por Carlos Linneo en su obra Systema naturæ con el nombre de Scolopax lapponica. En 1760 se reclasificó en el género Limosa, creado por el zoólogo francés Mathurin Jacques Brisson. Su nombre científico proviene de la palabra latina limus ('barro', 'limo'), por el tipo de sedimento que cubre las llanuras intermareales en los que esta especie suele buscar su alimento, y del término lapponica, que hace referencia a la región escandinava de Laponia en la que se halla uno de sus principales territorios de anidamiento.

### Subespecies

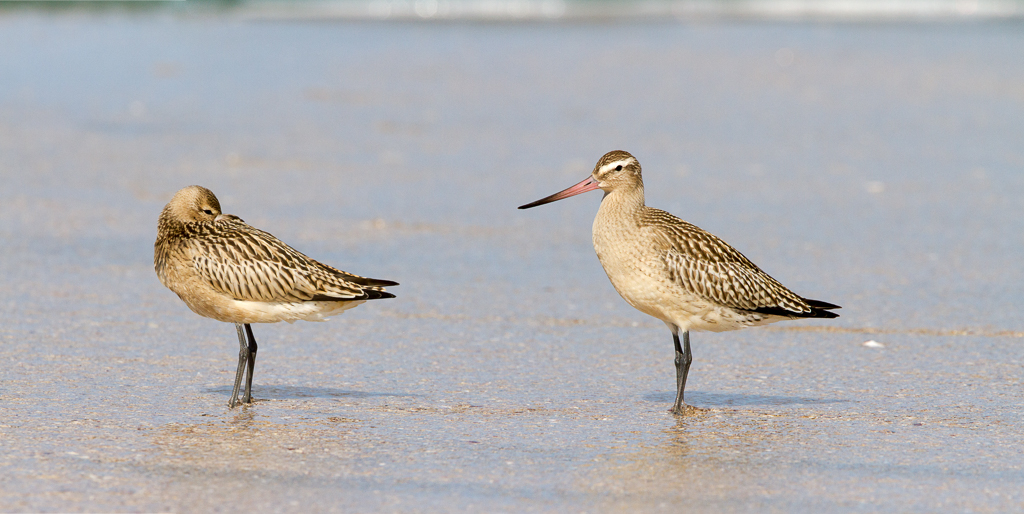
Dos ejemplares de L. lapponica lapponica en la ría de Ortigueira durante su paso migratorio postnupcial

Es una especie politípica en la que hasta 1998 se han reconocido cinco subespecies en función de las pequeñas pero significativas y consistentes diferencias morfológicas en cuanto a tamaño y coloración del plumaje, que se han observado entre individuos de distintas comunidades reproductivas.

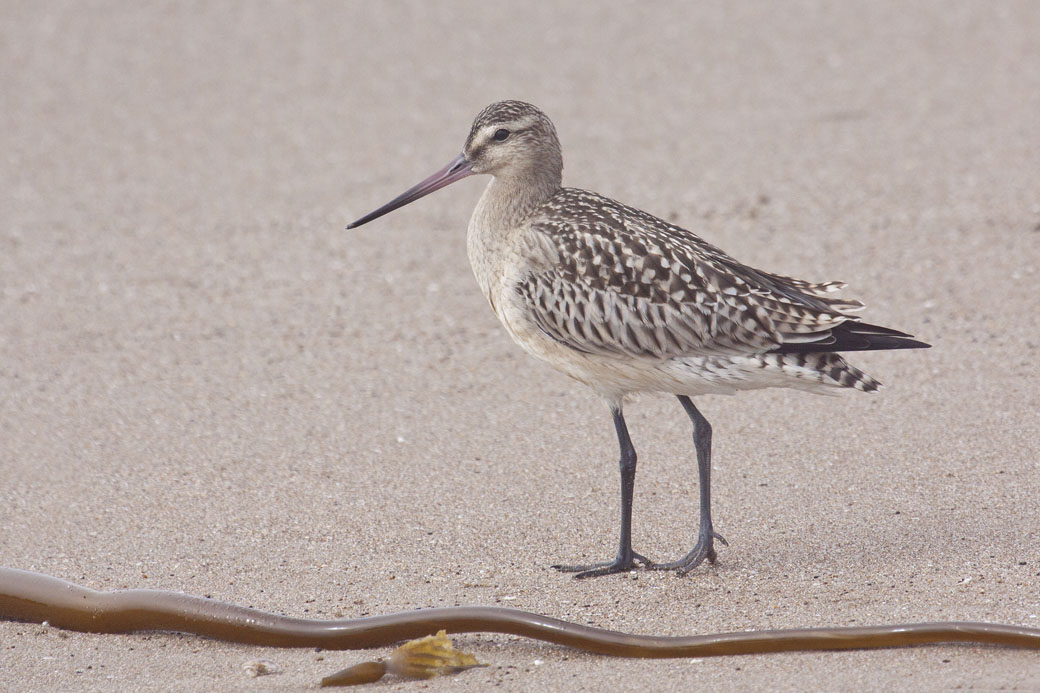
Ejemplar juvenil de L. lapponica baueri

- L. lapponica lapponica[11] (Linnaeus, 1758). Su área reproductiva comprende la región de Fenoscandia, la costa del mar Blanco y la península de Kanin. Pasa el invierno en el litoral del mar del Norte, en las costas de Francia, Portugal y en el norte y noroeste de España; así como en la costa atlántica de África, desde Marruecos hasta la República de Sudáfrica. Su población mundial se estima en 120 000 ejemplares, con tendencia estable o ligeramente creciente.[12] Es la subespecie de menor tamaño, con un peso máximo para los machos de 360 gr y de 450 gr para las hembras.

- L. lapponica baueri[13] (Naumann, 1836). Su área de cría se encuentra en el norte y oeste de Alaska y en el este de Siberia. Sus territorios de invernada abarcan las costas del mar Amarillo, del mar de la China Oriental y del mar de la China Meridional, así como Australia, Nueva Zelanda e islas del suroeste del Pacífico. El holotipo de esta especie es un ejemplar recolectado en la isla de Norfolk, en el mar de Tasmania. El censo de 2009 arrojó un total de 133 000 ejemplares para esta subespecie, con tendencia decreciente. Es la subespecie de mayor tamaño.

- L. lapponica menzbieri[14] (Portenko, 1936). Se reproduce en los territorios situados al este del delta del río Lena hasta la bahía Chaunskaya. Inverna en la costa de los países del sureste asiático y en el noroeste de Australia. No existen censos individualizados para esta subespecie y los recuentos se hacen conjuntamente con los de la L. lapponica anadyrensis, con un total de 146 000 ejemplares en 2009.

- L. lapponica anadyrensis[15][16] (Engelmoer y Roselaar, 1998). Se reproduce en la cuenca del río Anádyr y en la península de Chukchi, en el extremo oriental de Siberia, y migra a Australia durante el invierno boreal. El holotipo de esta subespecie es un ejemplar recolectado en la región de Magadán en 1897 que se conserva en el Museo Zoológico del Instituto de Zoología de la Academia de Ciencias, en San Petersburgo.Su tamaño es intermedio entre las subespecies baueri y la menzbieri[17] y se diferencia de estas en el barrado de las plumas axilares y la ausencia del parche blanco que forman las plumas coberteras mayores.

- L. lapponica taymyrensis[18] (Engelmoer y Roselaar, 1998). Cría en el área costera comprendida entre la península de Yamal y la margen este del río Anabar. Migra durante el invierno a las costas del este de África, golfo Pérsico, Pakistán y la India. El holotipo de esta subespecie es un macho adulto que fue recolectado en las proximidades del lago Taimir en 1843 y que se conserva en el Museo Zoológico del Instituto de Zoología de la Academia de Ciencias, en San Petersburgo. Su población mundial se calcula en 750 000 individuos, con tendencia decreciente según los censos de 2000 y 2006.[12][19]

## Morfología
Al igual que las demás especies del género limosa, la aguja colipinta es un ave limícola de gran tamaño, similar al del ostrero euroasiático (Haematopus ostralegus) o al del zarapito trinador (Numenius phaeopus). Mide entre 33 y 41 cm de longitud (incluido el pico) y tiene una envergadura alar de entre 62 y 72 cm. Su peso varía entre los 280 y los 380 gr para los ejemplares machos y entre los 262 y 630 gr para las hembras, que poseen un tamaño ligeramente mayor así como un pico significativamente más largo. Asimismo existen ligeras variaciones de peso, tamaño y diseño del plumaje entre las poblaciones de las distintas áreas de cría. 

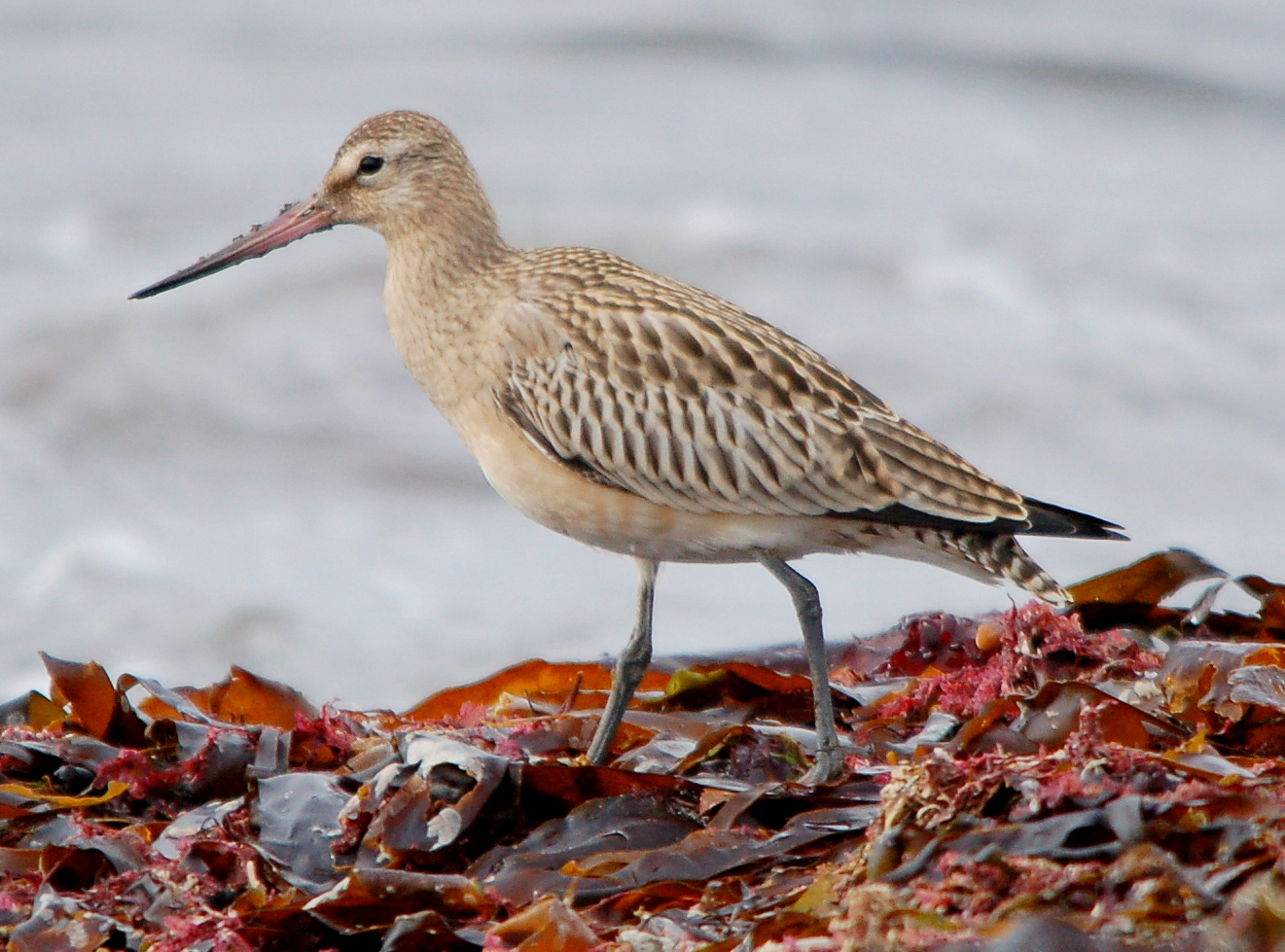
Macho en plumaje invernal

Uno de sus rasgos morfológicos más característicos y distintivos es su pico, largo, aguzado y ligeramente curvado hacia arriba, desde el que parte una lista ocular de color gris que llega casi hasta el píleo lateral. Las patas son largas y de color gris muy oscuro, con tonos verdosos o azulados y la cola es blanca, con un moteado o barrado de color gris oscuro en su extremo posterior y con el obispillo totalmente blanco.
Los polluelos de esta especie poseen un plumón críptico que en el manto y parte superior de las alas es de color pardo con manchas irregulares más oscuras, casi de color negro; los laterales de la cabeza, mentón, cuello y vientre son de color blanco con un ligero tono pardo rosáceo. El pileo es de color marrón muy oscuro y desde él parte una lista pileal del mismo color que atraviesa la frente hasta llegar al pico. Una fina franja de color oscuro va desde ambos lados del pico hasta los ojos.

### Plumaje invernal

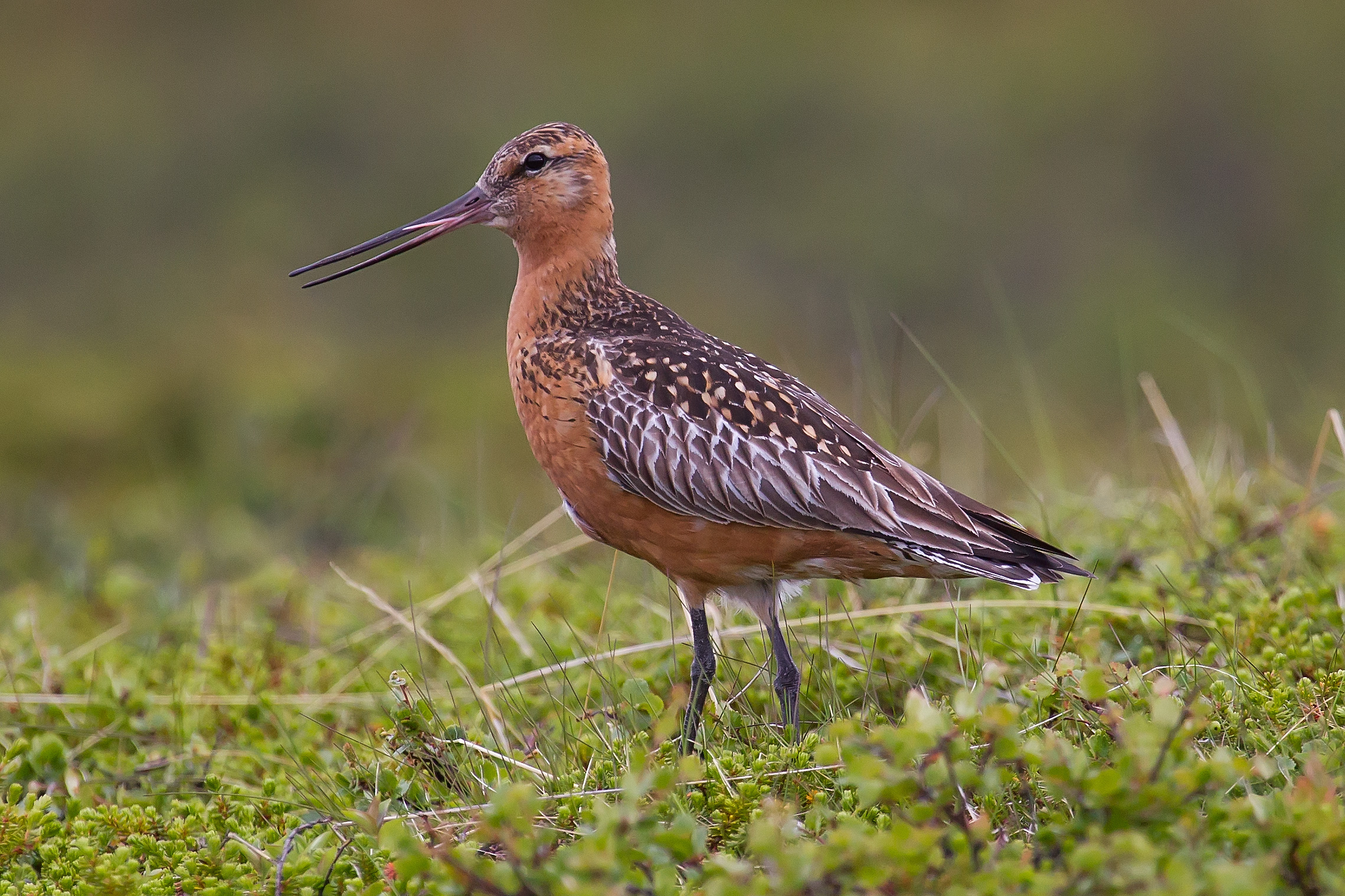
Macho en plumaje nupcial

La muda al plumaje invernal es un proceso más largo y paulatino que la muda nupcial, debido entre otros factores a que se trata de un cambio de plumaje completo a diferencia de la nupcial, que es una muda parcial en la que se conserva parte del plumaje de invierno. Suele durar de 90 a 104 días y aunque en algunos ejemplares se inicia en las áreas de anidamiento al finalizar la temporada de cría, lo habitual es que se produzca tras la llegada a las zonas de invernada. Durante la temporada de invierno el plumaje de ambos sexos y el de los ejemplares inmaduros es muy semejante: de color gris parduzco claro en la cabeza, cuello, pecho y vientre, que hace más evidente su lista ocular grisácea, sobre la que se asienta una ancha lista superciliar blanca. El dorso y la parte superior de las alas tienen un moteado de color marrón que les da un aspecto escamoso, muy similar al del zarapito trinador. El pico es negro en la punta y rosado en la base y el obispillo se prolonga hacia el centro de la espalda formando un parche triangular de color blanco, muy visible durante el vuelo.

### Plumaje nupcial
La muda al plumaje nupcial es parcial y se inicia al final de su estancia en las zonas de invernada, entre los meses de febrero y mayo. Durante el periodo nupcial se hace evidente su dimorfismo sexual estacional ya que los machos adquieren un color castaño rojizo intenso en la cabeza, cuello, pecho y vientre. El pico se vuelve casi completamente negro, a excepción de la base rosada; la frente y el píleo son de color negro con un tachonado en rojo y el dorso y la parte superior de las alas son de color gris oscuro con manchas estriadas en beis, gris y blanco. El plumaje nupcial de las hembras es muy parecido al invernal, su pecho y vientre son blanco parduzco o color canela muy claro, moteado en marrón. El patrón del plumaje de sus partes superiores se asemeja al de los machos pero con colores mucho más apagados, en los que predomina el gris, blanco y un beis rojizo muy claro. Retienen parte de las plumas escapulares y terciarias del plumaje invernal y a menudo muestran una banda superciliar de color blanco.

### Voz
En vuelo utilizan un reclamo muy similar al del correlimos gordo, siuii siuii, pero con un tono más agudo. Durante la parada nupcial emiten una llamada potente, nasal y persistente; kuui-kuui-kuui, a menudo precedido por rápidos uiuituet. Durante la invernada son por lo general muy silenciosas.

### Especies similares
Su morfología es muy similar a la de la Limosa fedoa (aguja canela), la Limosa haemastica (aguja café) y, especialmente, a la de la Limosa limosa (aguja colinegra). 

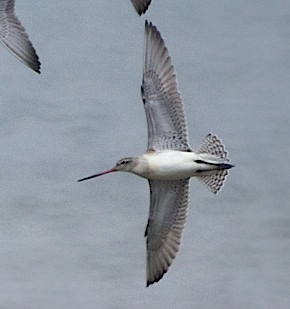
Aguja colipinta en vuelo. Nótese que las patas apenas sobresalen tras la cola.

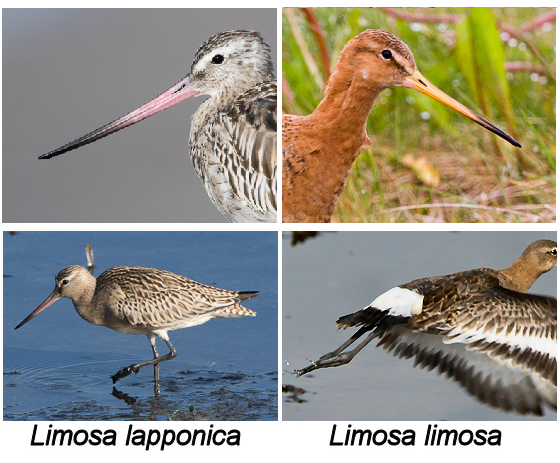
La forma del pico y el color de la cola son las claves para diferenciar las agujas colipintas de las agujas colinegras

- La aguja canela se diferencia de la aguja colipinta por tener su obispillo de color marrón, patas más largas, parte inferior de las alas blancas o con un barrado parduzco variable y un pico con mayor curvatura.[27] No comparte territorios de cría ni de invernada con la colipinta y su áreas de distribución se circunscriben a la zona central del subcontinente norteamericano y a las costas de Estados Unidos, México, Belice y países ribereños del mar Caribe.[28]

- La aguja café inverna en las costas de Argentina, Chile, Uruguay y sur de Brasil. Únicamente comparte área de distribución con la aguja colipinta en Alaska durante la temporada de anidamiento y ocasionalmente se han registrado ejemplares divagantes en Europa y Australia.[29] Su cola es de color negro sólido, careciendo del moteado de la colipinta. En vuelo los dedos de sus patas sobresalen por detrás de la cola y la parte inferior de sus alas son blancas y negras.[27][30]

- Por su similar tamaño, color de plumaje y coincidentes áreas de distribución (sobre todo durante el invierno), la aguja colipinta puede ser fácilmente confundida con la aguja colinegra. Esta posee un pico recto y de mayor tamaño, patas más largas y una cola con los extremos de las plumas totalmente de color negro, a diferencia del moteado de la colipinta. En plumaje invernal las plumas de su dorso son de color gris casi uniforme y carece del dibujo estriado de la colipinta.[21][27] En vuelo son fácilmente diferenciables por la franja blanca bordeada en negro, en el dorso de las alas de la colinegra, que también tiene de color blanco la parte inferior de las alas. Su silueta es más estilizada, con las patas sobresaliendo notablemente tras la cola, mientras que la colipinta tiene un aspecto más compacto y no balancea el cuello y la cabeza al volar.[31]

## Distribución y migración

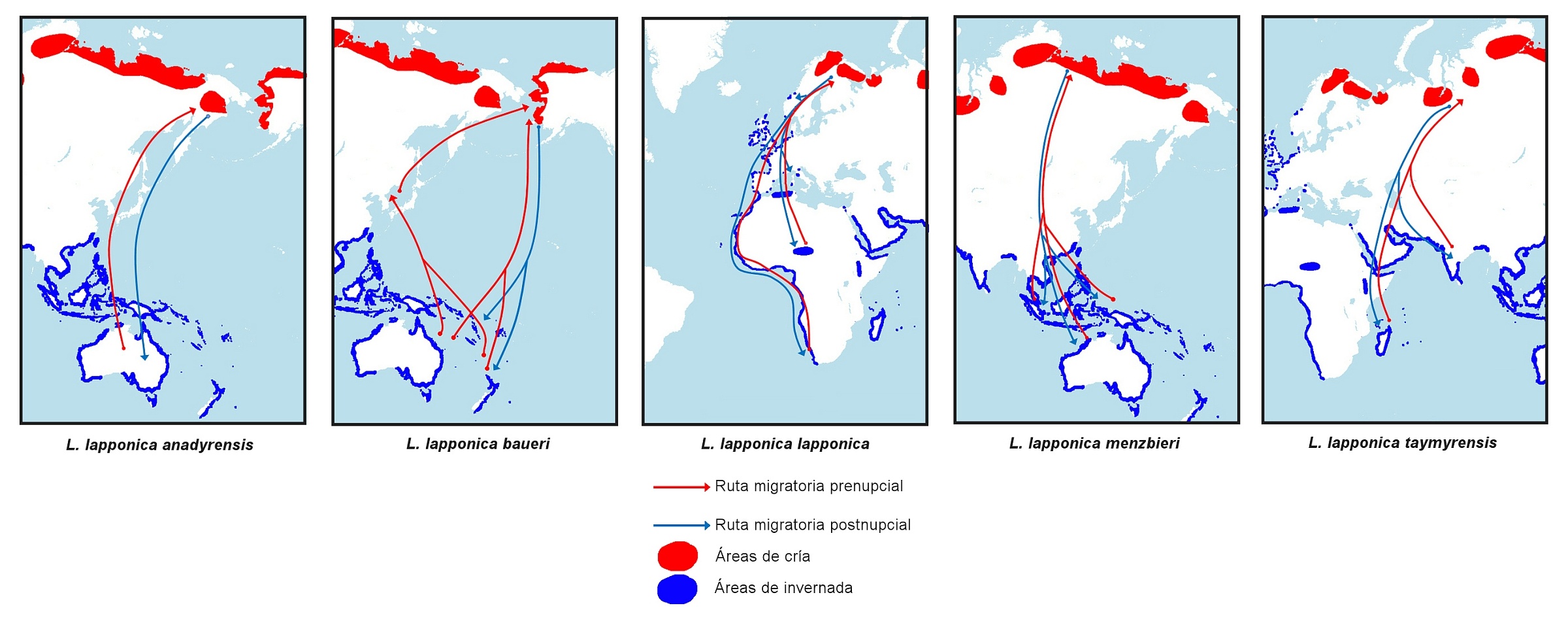
Ejes principales de las rutas migratorias de las diferentes subespecies de aguja colipinta

La aguja colipinta está presente a lo largo del año en casi todos los continentes del globo, exceptuando la Antártida y América del Sur. Su territorio reproductivo se halla entre los 59.º y los 71° N, en las costas septentrionales de la península escandinava, Rusia y en el norte y oeste de Alaska. La llegada a las áreas de cría se produce entre los meses de mayo y junio y al finalizar la temporada reproductora, entre julio y agosto,  emprenden un vuelo migratorio hacia sus cuarteles de invierno, dispersos a lo largo de varias decenas de miles de kilómetros de la costa oeste de Europa, África, Madagascar, la península arábiga, Pakistán, la India, el sureste asiático, Australia y Nueva Zelanda. La longitud del tránsito migratorio de esta especie es por lo tanto muy variable, desde unos centenares de kilómetros para los ejemplares de la subespecie lapponica que invernan en el mar de Wadden a los más de 11 000 km que realizan algunos ejemplares de la subespecie baueri que se reproducen en Alaska e invernan en Australia y Nueva Zelanda.
La zona de anidación de cada una de las cinco subespecies de aguja colipinta comprende territorios delimitados y aislados entre sí, por lo que sus rutas migratorias presentan cinco ejes diferenciados, aunque algunas compartan la misma zona de invernada.

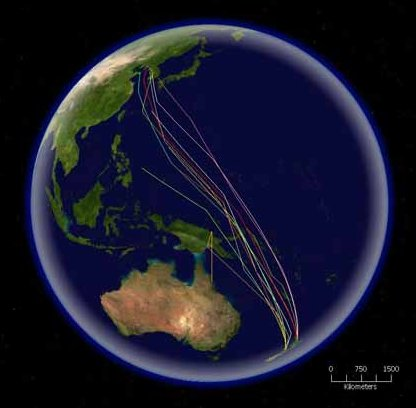
Rutas migratorias establecidas tras el seguimiento por parte de los satélites del USGS

Desde que se empezaron a realizar seguimientos individualizados de ejemplares de esta especie por medio de sus anillas se sabía que realizaban su tránsito migratorio en un lapso de tiempo extraordinariamente corto, de tan solo unos pocos días. En junio del año 2006 un equipo de biólogos del Servicio Geológico de los Estados Unidos (USGS), encabezado por Robert E. Gill, colocaron transmisores en cuatro hembras y tres machos de la subespecie L. lapponica baueri capturados en el oeste de Alaska para monitorizar el recorrido de su migración sur. En febrero del año siguiente se colocaron equipos similares en ocho machos y otras tantas hembras de la misma subespecie en Nueva Zelanda, para trazar su ruta migratoria hacia el norte. Se utilizaron los transmisores PTT-100 fabricados por Microwave Telemetry; en las hembras la versión de 26 gr alimentada por batería que se implantó quirúrgicamente en la cavidad celómica y para los machos la versión alimentada con un panel solar, de tan solo 10,5 gr de peso y colocada sobre su espalda con un arnés sujeto a las patas. Los transmisores enviaban datos a la red de satélites del sistema Argos a intervalos de tiempo prefijados y además se les colocaron en las patas de todos los ejemplares unas anillas con un código de identificación especial para facilitar su reconocimiento a larga distancia.
Las conclusiones de este experimento revelaron que las agujas habían completado el vuelo hacia el sur en una sola etapa, sin detenerse para comer, beber ni dormir; volando de forma ininterrumpida durante más de una semana, a una velocidad media de 56 km/h.

Uno de los ejemplares monitorizados durante el experimento, una hembra denominada E7, fue equipada con un transmisor durante su estancia invernal en Nueva Zelanda en el año 2007. En su viaje migratorio al norte se dirigió a la Reserva Natural Yalu Jiang, en el mar Amarillo, tras recorrer 10 200 km sin efectuar paradas. Tras unos días de descanso en dicha reserva reemprendió el viaje hacia Alaska en otra única etapa de 7400 km. Su transmisor continuaba operativo cuando inició su vuelo de regreso a Nueva Zelanda tras finalizar su temporada de cría y así se pudo seguir su sorprendente vuelo hacia el sur de ocho días de duración y 11 700 km recorridos en una sola etapa, lo que lo convierte en el vuelo de mayor distancia jamás registrado.

## Alimentación
Se alimentan fundamentalmente de invertebrados, insectos, moluscos, crustáceos y gusanos anélidos. Ocasionalmente puede alimentarse también de pequeños peces y materia vegetal, como frutas o semillas.
Los gusanos poliquetos constituyen la parte principal de su dieta, especialmente los de la familia Nereididae, como los Alitta virens y Alitta succinea, junto con otras especies de gusanos arenícolas como los Arenicola marina o los Scoloplos armiger.
Forman bandos mixtos mientras buscan su sustento en arenales o en las llanuras fangosas intermareales que quedan al descubierto con la marea baja, predominantemente durante el día, aunque en ocasiones pueden alimentarse también en noches con luz de luna. Detectan a sus presas por los excrementos que afloran a la superficie y su técnica para apresarlos consiste en hundir repetida y profundamente el pico mientras ejecutan movimientos laterales con la cabeza, a la vez que hacen vibrar su mandíbula inferior para inducir el movimiento de sus presas y así detectarlas con mayor facilidad gracias a unos receptores nerviosos, denominados corpúsculos de Herbst, que les permiten captar el movimiento de sus presas bajo el fango o la arena. Esta misma técnica la utilizan en charcas y aguas someras de hasta 15 cm de profundidad, sumergiendo a menudo la cabeza y el cuello. Las hembras suelen internarse en aguas más profundas al poseer un pico de mayor longitud que los machos —hasta un 25 % más largo—.

## Comportamiento

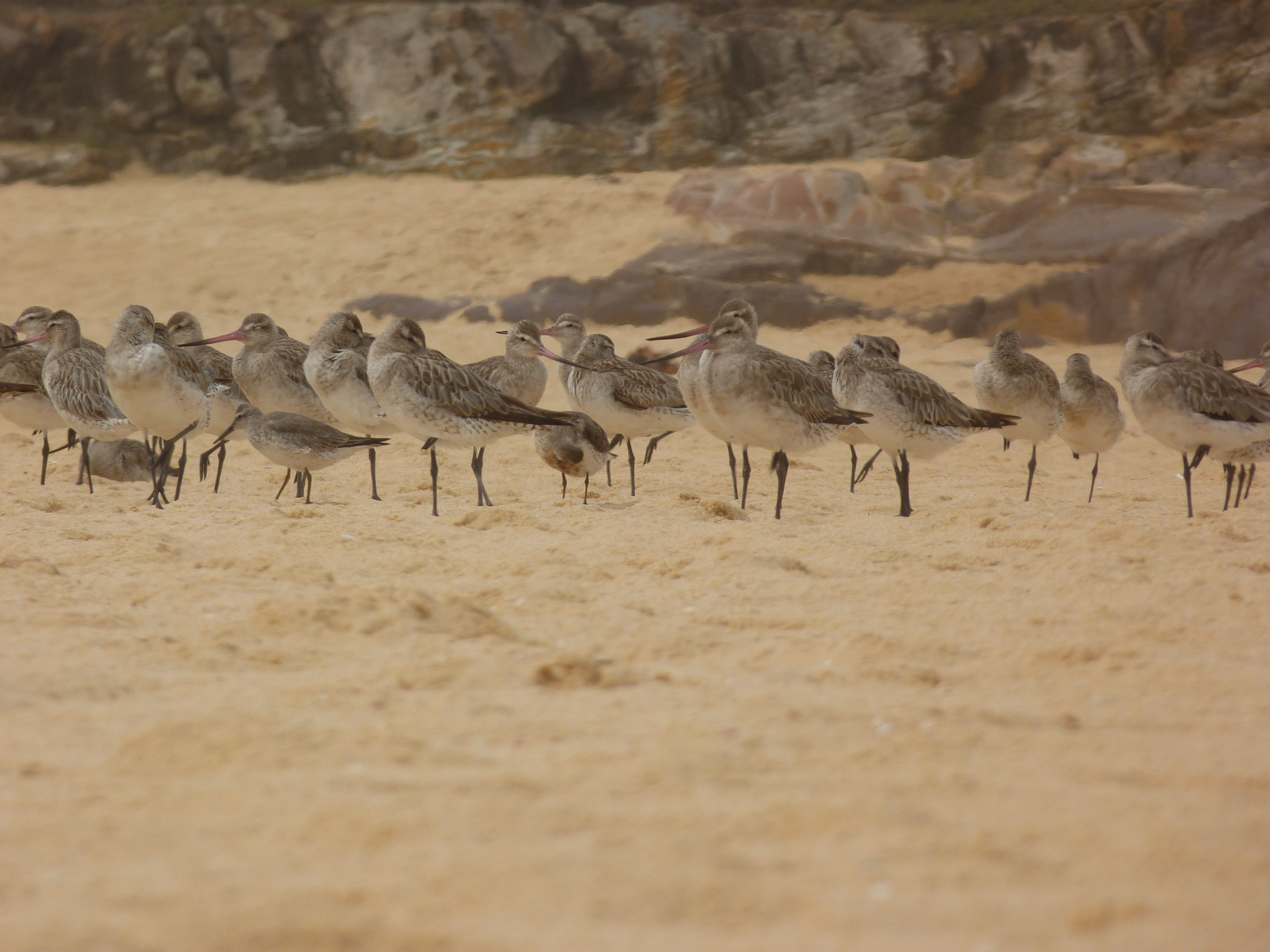
Bando mixto de agujas colipintas y correlimos gordos

Durante la época de cría son territoriales y defienden activamente el entorno de sus nidos frente a los ataques de distintas especies de págalos, que son unos de los principales depredadores de sus huevos y crías. Ambos progenitores, pero especialmente los machos, emiten gritos de alarma y realizan vuelos distractivos en un intento de llamar la atención del depredador, de un modo similar al de otras especies de limícolas y así alejarlo de su nido o de sus polluelos. A menudo otros ejemplares de colipintas adultas de la misma colonia reproductiva se unen y colaboran con este despliegue disuarsorio.
Durante la migración y la invernada su comportamiento es gregario, formando bandos heterogéneos en los que se mezclan ejemplares de ambos sexos y de distintas edades. Mientras realizan el tránsito migratorio también suelen agruparse con otras especies de limícolas en migración, como vuelvepiedras, correlimos gordos, correlimos chicos y ostreros; formando bandadas de varios miles de ejemplares que lentamente van dispersándose a mdedida que arriban a sus respectivos lugares de invernada. Los ejemplares jóvenes que aún no han alcanzado la madurez reproductiva se agrupan en bandos durante la época de cría y se mantienen alejados de las colonias de anidamiento.

## Reproducción
La temporada de cría se inicia por lo general a mediados del mes de mayo y se prolonga hasta finales del mes de julio. Una vez que los ejemplares van arribando tras la migración se establecen las parejas reproductivas para lo cual los machos efectúan un cortejo nupcial consistente en una serie de vuelos ceremoniales con la intención de atraer la atención de las hembras. A menudo estas demostraciones de vuelo incluyen la persecución a muy corta distancia de las hembras y suelen terminar con una «ceremonia de saludo» al aterrizar en la que los machos despliegan sus alas verticalmente, de un modo bastante similar al del págalo grande.
Para asentar su nido, una vez establecidas las parejas, eligen terrenos elevados y secos como colinas suaves o laderas con poca pendiente situados en entornos húmedos con abundancia de pequeños cursos de agua, charcas, lagunas someras o praderas inundadas. El macho se encarga de construir el nido bajo la vigilancia cercana de la hembra. El nido es un simple hoyo en el suelo, de 14 a 16 cm de diámetro y entre 3 y 4 cm de profundidad, tapizado con materia vegetal como musgo y líquenes. 

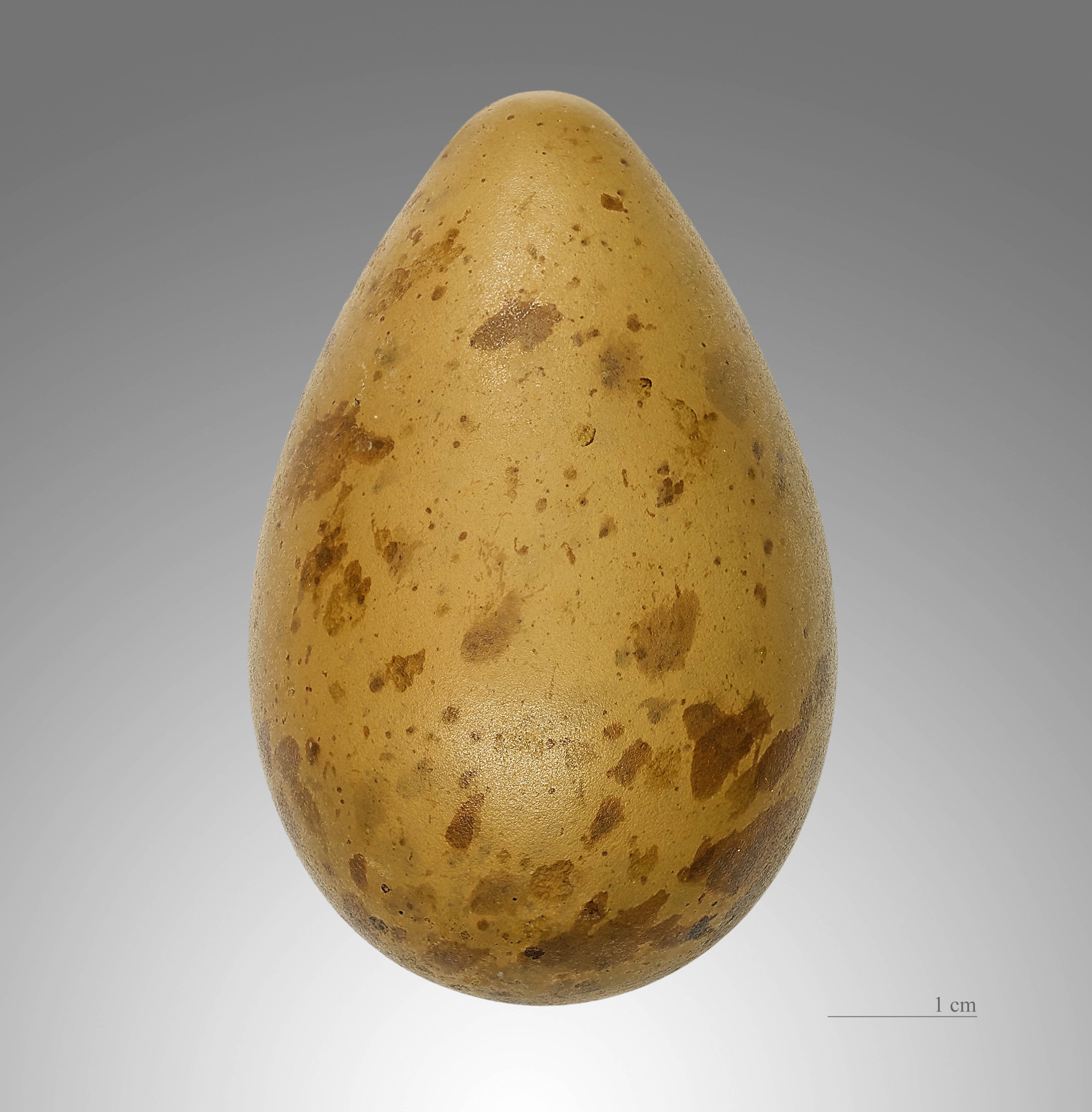
Huevo de aguja colipinta

La puesta se produce normalmente a mediados del mes de junio y consiste en cuatro huevos, aunque en algunos casos pueden ser tres o incluso solo dos. La forma de los huevos es oval o piriforme y sus medidas rondan los 53 x 37 milímetros. Su superficie es lisa y ligeramente brillante, de color verde oliva o verde parduzco, con variaciones de intensidad más o menos oscura. Presentan un moteado variable que puede ir desde el pardo oscuro al gris pálido. Estas manchas suelen ser muy llamativas en los huevos que tienen un color base más claro y aunque se reparten por toda su superficie, tienden a concentrarse en el polo más ancho del huevo. Los huevos que tienen un color de fondo oscuro son muy similares a los de la aguja colinegra. Ambos progenitores se encargan de la incubación de los huevos, aunque es el macho el que dedica más tiempo a esta tarea. Se prolonga durante 20 o 21 días tras los cuales los pollos eclosionan siguiendo el mismo orden de la puesta. Los polluelos son nidífugos, nacen totalmente cubiertos de plumón y durante sus primeros días de vida son alimentados y protegidos por ambos progenitores. Las hembras emprenden la migración invernal pocos días después del nacimiento de sus crías, que quedan a cargo de los machos durante otros 30 días más, hasta que son capaces de volar.
La esperanza de vida de esta especie ronda los treinta años. En agosto de 2004 se capturó en Cambridgeshire un ejemplar que había sido anillado por primera vez en Suffolk en ese mismo mes del año 1974, lo que la convierte en la aguja colipinta más longeva de la que se tiene constancia, con un total de 33 años y 11 meses de vida. Las hembras alcanzan la madurez sexual a los dos años de edad.

## Depredadores y parásitos

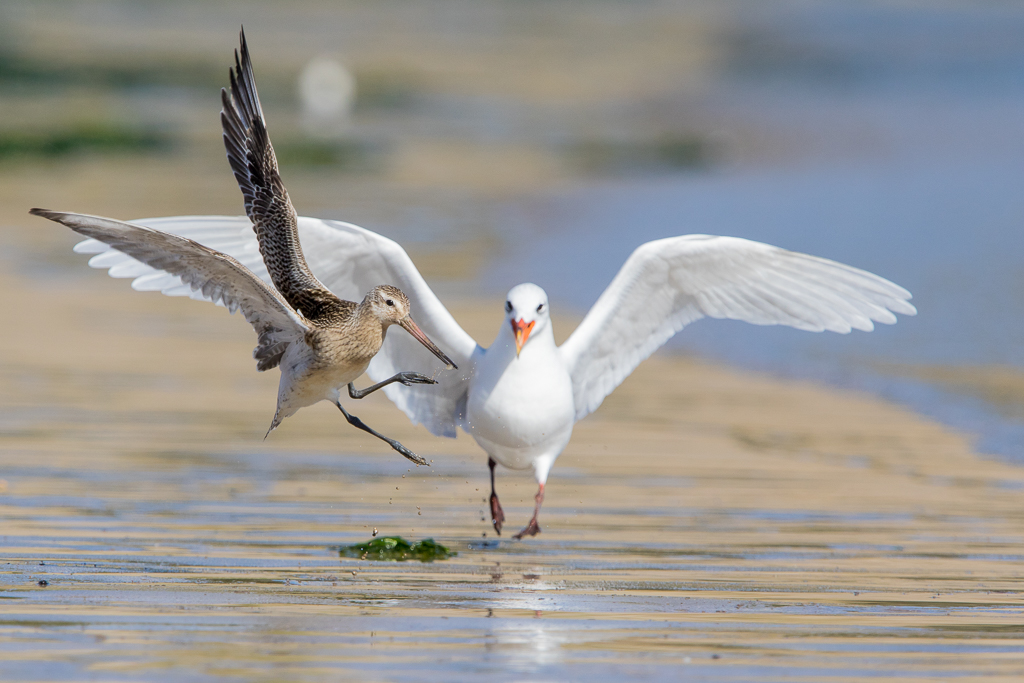
Gaviota cabecinegra acosando a una aguja colipinta juvenil en una playa del norte de Galicia

Su principal depredador es el halcón, tanto en los territorios de cría —halcón gerifalte— como en las zonas de invernada y durante su vuelo migratorio —halcón peregrino, halcón tagarote y halcón borní—. El zorro común, el zorro polar y los perros son también depredadores de esta especie, sobre todo de sus huevos, polluelos y ejemplares inmaturos.
Los págalos del ártico ejercen una presión continua sobre los nidos de esta especie durante la temporada reproductiva. Tanto el págalo grande, como el págalo pomarino, el págalo parásito y el págalo rabero son aves oportunistas que merodean incesantemente las colonias de cría a la espera de una ocasión clara para saquear los nidos o atrapar algún polluelo.
Son los huéspedes de varias especies de cestodos, como los Ophrycotyle proteus y Capsulata edenensis, que también suelen parasitar a las demás especies del género Limosa y a otras limícolas, como las de los géneros Tringa o Numenius. En 1971 fue descubierta una nueva especie de nemátodo parasitario, el Skrjabinoclava brevispicula, en el cuerpo de una aguja colipinta de la región de Taymir. Algunos estudios sugieren que el enorme esfuerzo que supone para estas aves su tránsito migratorio, en el que llegan a perder hasta un 50 % de su peso al partir y entre un 25 y un 30 % de su tejido muscular, tiene efectos devastadores en su sistema inmunológico que las hace muy susceptibles a padecer infecciones parasitarias. En este mismo sentido el biólogo de la Universidad de Groningen, Theunis Piersma, señala que la vida en ambientes con baja incidencia de parásitos trae aparejado un incremento notable en la longevidad de estas aves.

## Estado de conservación y protección

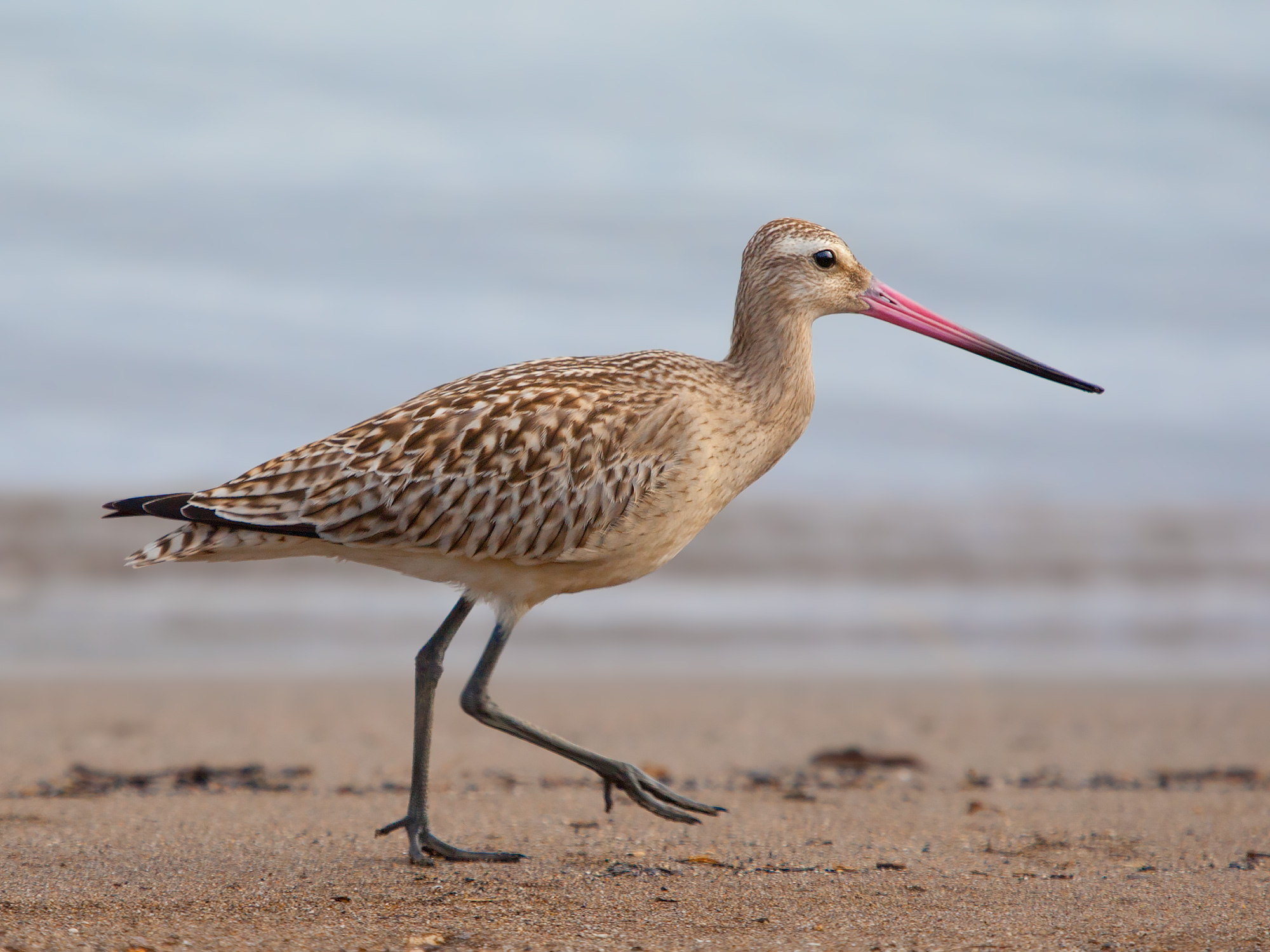
Aguja colipinta en Hokkaido (Japón)

La aguja colipinta está protegida por el Convenio de Berna, el Convenio de Bonn y por el Acuerdo para la Conservación de Aves Acuáticas Migratorias Africanas-Eurasiáticas (AEWA). La protección de los hábitats intermareales, especialmente en las costas del mar Amarillo, Holanda, Francia y Alemania son vitales para la conservación de esta especie. En la cuenca del Pacífico se halla protegida por el East Asian-Australasian Flyway Partnership (2006), un convenio suscrito por 22 países que persigue proteger las aves migratorias del océano Pacífico y sus hábitats.
Su estado de conservación está catalogado como especie casi amenazada, fundamentalmente por la degradación de su hábitat, la contaminación y la influencia de la actividad humana, resultando especialmente preocupante la situación en las costas del mar de la China Oriental en las que China ha venido realizando obras de relleno para ganarle cientos de kilómetros cuadrados al mar, arrasando las marismas en las que invernaban o hacían escala las agujas colipintas durante su migración.

## Filatelia
La aguja colipinta ha aparecido en sellos de diversos países, como Dinamarca, Mauritania, Senegal, las islas Comoras o Papúa Nueva Guinea; así como en emisiones postales de territorios dependientes, como Alderney, Wallis y Futuna o la isla de Jersey.

## Otros nombres
Al tratarse de un ave con tan amplia distribución geográfica ha recibido multitud de nombres locales. En la siguiente tabla se recogen los más significativos.
| Idioma                 | Nombre                                            | Idioma                   | Nombre                                                |
| ---------------------- | ------------------------------------------------- | ------------------------ | ----------------------------------------------------- |
| Afrikáans              | Bandstertgriet, hudsonbaaigriet                   | Húngaro                  | Kis goda                                              |
| Alemán                 | Amerikanische uferschnepfe, pfuhlschnepfe         | Indonesio                | Biru-laut ekor-blorok                                 |
| Asturiano              | Aguya roxa                                        | Inglés                   | Bartailed godwit, pacific godwit, white-rumped godwit |
| Azerí                  | Kiçik oxcüllüt                                    | Islandés                 | Lappajaðrakan                                         |
| Catalán                | Cegall de mosson coabarrat, Tètol cuabarrat       | Italiano                 | Pittima minore                                        |
| Checo                  | Břehouš rudý, břehouš rudý                        | Letón                    | Sarkana puskuitala                                    |
| Danés                  | Lille kobbersneppe                                | Lituano                  | Laplandinis griciukas                                 |
| Español (de España)    | Aguja colipinta, aguja de cola pintada            | Malayo                   | Burung Kedidi Berjalur                                |
| Español (de México)    | Picopando cola barrada, picopando colibarrado     | Maorí                    | kuaka                                                 |
| Español (de Venezuela) | Aguja cola rayada                                 | Mongol (transliteración) | Khurg aŋ tsuutsal                                     |
| Esperanto              | Lapona limozo                                     | Noruego                  | Lappspove                                             |
| Estonio                | Vöötsaba-vigle                                    | Polaco                   | Szlamnik zwyczajny                                    |
| Euskera                | Kuliska gorri, kuliska gorria                     | Portugués                | Fuselo                                                |
| Finés                  | Punakuiri                                         | Rumano                   | Sitar de mal nordic                                   |
| Francés                | Barge de Laponie, Barge hudsonienne, Barge rousse | Sueco                    | Myrspov                                               |
| Galés                  | Cyffylog y mor, gïach pengafr                     | Suajili                  | Msese mkia-miraba                                     |
| Gallego                | Mazarico rubio                                    | Tamil                    | Pattaivaal mookkaan                                   |
| Holandés               | Rosse Grutto                                      | Turco                    | Kiyi Çamur Çullugu                                    |